# Optat Scailquin
Optat Scailquin, né le 10 août 1842 à Braine-le-Comte et mort le 28 juillet 1884 à Saint-Josse-ten-Noode, est un avocat et politicien belge.

## Biographie
Avocat à la Cour d'appel de Bruxelles, Optat Scailquin devint conseiller communal dans la commune bruxelloise de Saint-Josse-ten-Noode dans les années 1870. Orateur de talent et préoccupé par la réforme de l’enseignement, il fut élu parlementaire dans les rangs libéraux. Il ambitionnait occuper un poste important à la Ville de Bruxelles, espérant en devenir bourgmestre. Mais le poste occupé au paisible village qu'était Saint-Josse ne lui permit pas d’y arriver et son caractère s’aigrit. À la suite d'un de ses discours particulièrement odieux, il reçut un coup de canne dans la ﬁgure de la part d’opposants catholiques. Il dut s’aliter et mourut de ses blessures. Optat Scailquin était franc-maçon.

## Hommage
La rue du Lait battu fut rebaptisée en rue Scailquin en 1884.